# Lachan Unen Mo’
Lachan Unen Mo’ – królowa Majów w Tikál jako żona Jasaw Chan Kʼawiila I.